# Verano de Escándalo (2010)
Verano de Escándalo 2010 fue la Decimocuarta edición de Verano de Escándalo. Un evento espectacular de lucha libre profesionalproducido por la AAA. Se llevó a cabo el 14 de agosto del 2010 en la tradicional Plaza de Toros "La Concordia" de Orizaba, Veracruz.

## Resultados
- Dr. Wagner Jr. venció a Silver King y al Vampiro Canadiense reteniendo el Megacampeonato Unificado de Peso Completo de la AAA
  - Hernández y Decnnis intervinieron para atacar a Wagner, Vampiro se molestó y riño con Hernández, Silver estaba por vencer a Wagner pero Vampiro regresó y lo detuvo, pero Decnis dio un sillazo a Vampiro y Wagner finalmente terminó vencedor.
- Con el debut en la AAA del Hijo Del Perro Aguayo, Damián 666 y L.A. Park (Perros del Mal) vencieron al Cibernético, El Mesías y La Parka
  - Tras la victoria, Dorian Roldán apareció, Cibernético lo atacó, pero fue detenido por un sillazo de L.A. Park, Joaquín Roldan golpeó a Dorian, Park trató de intervenir pero El Mesías intervino, el Perro cubre al Mesías tras un sillaza que le dio en la espalda cuando el Mesías estaba atacando a Park.
  - El Perro insultó al Mesías, el Mesías respondió retando por las cabelleras, pero el Perro respondió que la cabellera que quiere es la de Joaquín Roldán.
  - Cibernético estaba molestó al final del match y dijo que si AAA no hace nada, tendrá que hacerlo él mismo, colocándose una playera de los Bizzarros que le arrojaron antes de dejar el ring.
- Jack Evans y La Hermandad extrema 187 (Joe Líder y Nicho "El MIllonario") vencieron a Hernández, NOSAWA y El Zorro
  - Konnan y su equipo intervinieron al final del match, pero la 187 los rechazo, Konnan incluso fue estrellado contra una mesa y fue retirado en camilla después de que Nicho y Lides se lanzaron desde la tercera cuerda.
  - Al final del combate, la 187 ganaron con trampas esposando a Hernández con una cuerda del cuadrilátero, Nicho cubrió al NOSAWA pero el referí no se da cuenta de que había cuerdas de por medio.
- Heavy Metal y Octagón vencieron a Electroshock y Último Gladiador
- En Relevos Atómicos de Locura Cynthia Moreno, El Elegido, Octangoncito & Pimpinela Escarlata vencieron a Jennifer Blake, Mini Abismo Negro, Yuriko y Alan Stone
- Aero Star, Faby Apache y Mary Apache vencieron a Alex Koslov, Christina Von Eerie y Sexy Star
  - Para abrir cartel, Mari Apache obtuvo la victoria sobre Sexy, convirtiéndose en la nueva Reina De Reinas AAA